# Campeonato Europeu Júnior de Natação de 2021
O Campeonato Europeu Júnior de Natação de 2021 foi a 47ª edição do evento organizado pela Liga Europeia de Natação (LEN). A competição foi realizada entre os dias 6 a 11 de julho de 2021 no Estádio Olímpico del Nuoto, em Roma, na Itália. O campeonato contou com 42 provas sendo duas mistas. Teve como destaque a Rússia com 26 medalhas no total, 11 delas medalhas de ouro.

## Medalhistas
Esses foram os resultados da competição.

### Masculino
| Evento          | Ouro | Ouro      | Prata | Prata    | Bronze | Bronze   |
| 50 m Livre      | David Popovici · Roménia | 22.22     | Nikita Chernousov · Rússia | 22.83    | Martin Kartavi · Israel | 22.92    |
| 100 m Livre     | David Popovici · Roménia | 47.30 WJR | Edward Mildred · Reino Unido | 48.77    | Mateusz Chowaniec · Polónia | 49.37    |
| 200 m Livre     | David Popovici · Roménia | 1:45.95   | Mateusz Chowaniec · Polónia | 1:47.78  | Jovan Lekić · Bósnia e Herzegovina | 1:48.46  |
| 400 m Livre     | Batuhan Filiz · Turquia | 3:50.68   | Jovan Lekić · Bósnia e Herzegovina | 3:50.79  | David Koutný · Chéquia | 3:51.06  |
| 800 m Livre     | Yiğit Aslan · Turquia | 7:51.20   | Mert Kılavuz · Turquia | 7:52.19  | Luca De Tullio · Itália | 7:58.10  |
| 1500 m Livre    | Mert Kılavuz · Turquia | 15:02.22  | Dávid Betlehem · Hungria | 15:02.28 | Yiğit Aslan · Turquia | 15:05.08 |
| 50 m Costas     | Aleksei Tkachev · Rússia | 25.14     | Ksawery Masiuk · Polónia | 25.28    | Anastasios Kougkoulos · Grécia | 25.63    |
| 100 m Costas    | Ksawery Masiuk · Polónia | 53.91     | Oleksandr Zheltyakov · Ucrânia | 53.98    | Aleksei Tkachev · Rússia | 54.34    |
| 200 m Costas    | Ksawery Masiuk · Polónia | 1:58.41   | Berke Saka · Turquia | 1:59.02  | Kaloyan Levterov · Bulgária | 1:59.13  |
| 50 m Peito      | Simone Cerasuolo · Itália | 27.29     | Rostyslav Kryzhanivskyy · Ucrânia | 27.75    | Volodymyr Lisovets · UcrâniaBartosz Skóra · Polónia                                                                                            | 27.94    |
| 100 m Peito     | Volodymyr Lisovets · Ucrânia | 1:00.28   | Aleksas Savickas · Lituânia | 1:01.29  | Simone Cerasuolo · Itália | 1:01.56  |
| 200 m Peito     | Aleksas Savickas · Lituânia | 2:13.35   | Dmitrii Askhabov · Rússia | 2:13.37  | Maksym Tkachuk · Ucrânia | 2:13.75  |
| 50 m Borboleta  | Josif Miladinov · Bulgária | 23.59     | Tobias Schulrath · Alemanha | 23.72    | Daniel Gráčik · Chéquia | 23.79    |
| 100 m Borboleta | Josif Miladinov · Bulgária | 52.00     | Diogo Matos Ribeiro · Portugal | 52.54    | Edward Mildred · Reino Unido | 52.72    |
| 200 m Borboleta | Krzysztof Chmielewski · Polónia | 1:56.29   | Michał Chmielewski · Polónia | 1:57.09  | Vadim Klimenishchev · Rússia | 1:57.49  |
| 200 m Medley    | Berke Saka · Turquia | 2:00.04   | Vadym Naumenko · Ucrânia | 2:00.65  | Cedric Büssing · Alemanha | 2:01.84  |
| 400 m Medley    | Cedric Büssing · Alemanha | 4:17.40   | Jakub Bursa · Chéquia | 4:19.20  | Artem Vorobev · Rússia | 4:20.21  |
| 4x100 m Livre   | Rússia · Daniil Kosenkov (50.09) · Oleg Levchenko (50.24) · Renal Nazipov (50.43) · Vladislav Reznichenko (48.90) · Egor Matyushkov [a] | 3:19.66   | Roménia · David Popovici (47.56) WJR · Mihai Gergely (50.39) · Ştefan Cozma (50.94) · Patrick Sebastian Dinu (51.04)                                                                                                 | 3:19.93  | Polónia · Ksawery Masiuk (50.09) · Krzysztof Matuszewski (50.45) · Nazar Żurawel (50.49) · Mateusz Chowaniec (48.93) · Kacper Bidowaniec [a]   | 3:19.96  |
| 4x200 m Livre   | Rússia · Daniil Kosenkov (1:50.96) · Maksim Khadanovich (1:50.71) · Aleksandr Chiknaikin (1:50.91) · Vladislav Reznichenko (1:48.48)    | 7:21.06   | Alemanha · Cedric Büssing (1:51.80) · Silas Beth (1:50.30) · Kiran Winkler (1:51.33) · Timo Sorgius (1:48.20) | 7:21.63  | Itália · Lorenzo Galossi (1:50.32) · Davide Dalla Costa (1:50.36) · Giovanni Gallina (1:52.52) · Matteo Oppioli (1:49.20)                      | 7:22.40  |
| 4x100 m Medley  | Polónia · Ksawery Masiuk (54.41) · Bartosz Skóra (1:01.34) · \|Paweł Uryniuk (52.92) · \|Mateusz Chowaniec (48.79) · Filip Kosiński [a] | 3:37.46   | Rússia · Aleksei Tkachev (55.24) · Georgii Glazunov (1:01.84) · Vadim Klimenishchev (52.89) · Vladislav Reznichenko (49.33) · Arsenii Smykov [a] · Dmitrii Askhabov [a] · Dmitry Novichkov [a] · Daniil Kosenkov [a] | 3:39.30  | Ucrânia · Oleksandr Zheltyakov (54.51) · Volodymyr Lisovets (1:00.55) · Andriy Kovalenko (53.06) · Vadym Ivchenko (51.31) · Artem Chobotar [a] | 3:39.43  |

a  Nadadores que participaram apenas das baterias e receberam medalhas.

### Feminino
| Evento          | Ouro | Ouro           | Prata | Prata    | Bronze | Bronze          |
| 50 m Livre      | Daria Tatarinova · Rússia | 24.87 EJR      | Jana Pavalić · Croácia | 25.35    | Eva Okaro · Reino Unido | 25.45           |
| 100 m Livre     | Daria Klepikova · Rússia | 54.75          | Daria Tatarinova · Rússia | 55.12    | Evelyn Davis · Reino Unido | 55.25           |
| 200 m Livre     | Nikoletta Pádár · Hungria | 1:59.38        | Tamryn van Selm · Reino Unido | 1:59.50  | Beril Böcekler · Turquia | 1:59.73         |
| 400 m Livre     | Merve Tuncel · Turquia | 4:06.25        | Bettina Fábián · Hungria | 4:10.16  | Giulia Vetrano · Itália | 4:12.23         |
| 800 m Livre     | Merve Tuncel · Turquia | 8:21.91 , EJR  | Beril Böcekler · Turquia | 8:33.52  | Giulia Vetrano · Itália | 8:35.84         |
| 1500 m Livre    | Merve Tuncel · Turquia | 15:55.23 , EJR | Deniz Ertan · Turquia | 16:14.26 | Paula Otero · Espanha | 16:19.92        |
| 50 m Costas     | Carmen Weiler · Espanha | 28.42          | Nina Stanisavljević · Sérvia | 28.58    | Erika Gaetani · Itália | 28.84           |
| 100 m Costas    | Erika Gaetani · Itália | 1:00.65        | Mary-Ambre Moluh · FrançaKatie Shanahan · Reino Unido                                                                                                   | 1:00.93  | Nenhum premiado | Nenhum premiado |
| 200 m Costas    | Laura Bernat · Polónia | 2:10.14        | Katie Shanahan · Reino Unido | 2:11.27  | Erika Gaetani · Itália | 2:11.46         |
| 50 m Peito      | Benedetta Pilato · Itália | 30.13          | Elena Bogomolova · Rússia | 30.68    | Eneli Jefimova · Estónia | 30.91           |
| 100 m Peito     | Eneli Jefimova · Estónia | 1:07.24        | Elena Bogomolova · Rússia | 1:07.25  | Karolina Piechowicz · Polónia | 1:08.93         |
| 200 m Peito     | Justine Delmas · França | 2:25.54        | Eneli Jefimova · Estónia | 2:28.01  | Elena Bogomolova · Rússia | 2:28.24         |
| 50 m Borboleta  | Daria Klepikova · Rússia | 26.14          | Lana Pudar · Bósnia e Herzegovina | 26.29    | Roos Vanotterdijk · Bélgica | 26.55           |
| 100 m Borboleta | Lana Pudar · Bósnia e Herzegovina | 57.56          | Daria Klepikova · Rússia | 58.07    | Anastasiia Markova · Rússia | 58.73           |
| 200 m Borboleta | Anastasiia Markova · Rússia | 2:08.41        | Lana Pudar · Bósnia e Herzegovina | 2:09.59  | Lucie Delmas · França | 2:10.42         |
| 200 m Medley    | Katie Shanahan · Reino Unido | 2:13.13        | Anastasiia Sorokina · Rússia | 2:13.84  | Panna Ugrai · Hungria | 2:14.37         |
| 400 m Medley    | Katie Shanahan · Reino Unido | 4:42.59        | Deniz Ertan · Turquia | 4:43.65  | Anastasiia Sorokina · Rússia | 4:45.58         |
| 4x100 m Livre   | Rússia · Daria Tatarinova (55.29) · Daria Trofimova (54.61) · Aleksandra Kurilkina (55.67) · Daria Klepikova (54.53) · Anastasiia Saratova [b] · Viktoriia Starostina [b] · Aleksandra Sabitova [b] | 3:40.10        | Reino Unido · Eva Okaro (55.36) · Harriet Rogers (56.42) · Evelyn Davis (55.85) · Tamryn van Selm (54.64)                                               | 3:42.27  | Hungria · Nikoletta Pádár (56.12) · Panna Ugrai (55.60) · Dóra Molnár (56.20) · Réka Nyirádi (55.94) · Lili Gyurinovics [b]                               | 3:43.86         |
| 4x200 m Livre   | Hungria · Laura Veres (2:00.32) · Bettina Fábián (2:00.52) · Réka Nyirádi (2:00.31) · Nikoletta Pádár (1:59.80)                                                                                     | 8:00.95        | Rússia · Aleksandra Sabitova (2:01.28) · Daria Trofimova (1:59.76) · Aleksandra Kudriavtseva (2:02.78) · Viktoriia Starostina (2:00.96)                 | 8:04.78  | Turquia · Beril Böcekler (2:02.66) · Merve Tuncel (2:00.27) · Ela Naz Özdemir (2:03.83) · Deniz Ertan (2:02.35)                                           | 8:09.11         |
| 4x100 m Medley  | Rússia · Aleksandra Kurilkina (1:03.26) · Elena Bogomolova (1:06.79) · Anastasiia Markova (58.12) · Daria Klepikova (54.55) · Iuliia Beznosova [b] · Daria Lunina [b] · Daria Trofimova [b]         | 4:02.72        | França · Mary-Ambre Moluh (1:01.41) · Justine Delmas (1:07.54) · Lucie Delmas (59.08) · Lucie Vasquez (55.66) · Chloé Brown [b] · Camille Tissandié [b] | 4:03.69  | Reino Unido · Katie Shanahan (1:01.83) · Leah Schlosshan (1:11.09) · Lucy Grieve (59.88) · Tamryn van Selm (54.69) · Isabelle Goodwin [b] · Eva Okaro [b] | 4:07.49         |

b  Nadadores que participaram apenas das baterias e receberam medalhas.

### Misto
| Evento         | Ouro | Ouro    | Prata | Prata   | Bronze | Bronze  |
| 4x100 m Livre  | Rússia · Vladislav Reznichenko (49.61) · Daniil Kosenkov (50.41) · Daria Tatarinova (54.56) · Daria Klepikova (55.13) · Oleg Levchenko [c] · Renal Nazipov [c] · Daria Trofimova [c] · Aleksandra Kurilkina [c]      | 3:29.71 | Itália · Matteo Oppioli (50.25) · Davide Dalla Costa (49.12) · Matilde Biagiotti (56.07) · Viola Petrini (56.26) · Samuele Congia [c] · Luca Serio [c] · Gaia Pesenti [c] | 3:31.70 | Hungria · Daniel Mészáros (50.42) · Boldizsár Magda (50.48) · Nikoletta Pádár (55.49) · Panna Ugrai (55.46)                                                                              | 3:31.85 |
| 4x100 m Medley | Rússia · Aleksei Tkachev (54.84) · Georgii Glazunov (1:01.86) · Daria Klepikova (58.89) · Daria Tatarinova (54.66) · Aleksandra Kurilkina [c] · Dmitrii Askhabov [c] · Vadim Klimenishchev [c] · Daria Trofimova [c] | 3:50.25 | Reino Unido · Katie Shanahan (1:01.75) · Harvey Freeman (1:02.62) · Edward Mildred (52.14) · Evelyn Davis (54.97) · Evan Jones [c]                                        | 3:51.48 | Ucrânia · Oleksandr Zheltyakov (54.44) · Volodymyr Lisovets (1:01.55) · Viktoriya Kostromina (1:01.62) · Karyna Snitko (56.42) · Rostyslav Kryzhanivskyy [c] · Anastasiya Yermishyna [c] | 3:54.03 |

c  Nadadores que participaram apenas das baterias e receberam medalhas.

## Quadro de medalhas
O quadro de medalhas foi publicado.
| Ordem | País                 | Medalha de ouro | Medalha de prata | Medalha de bronze | Total |
| ----- | -------------------- | --------------- | ---------------- | ----------------- | ----- |
| 1     | Rússia               | 11              | 9                | 6                 | 26    |
| 2     | Turquia              | 7               | 5                | 3                 | 15    |
| 3     | Polónia              | 5               | 3                | 4                 | 12    |
| 4     | Itália               | 3               | 1                | 7                 | 11    |
| 5     | Roménia              | 3               | 1                | 0                 | 4     |
| 6     | Reino Unido          | 2               | 6                | 4                 | 12    |
| 7     | Hungria              | 2               | 2                | 3                 | 7     |
| 8     | Bulgária             | 2               | 0                | 1                 | 3     |
| 9     | Ucrânia              | 1               | 3                | 4                 | 8     |
| 10    | Bósnia e Herzegovina | 1               | 3                | 1                 | 5     |
| 11    | França               | 1               | 2                | 1                 | 4     |
| 11    | Alemanha             | 1               | 2                | 1                 | 4     |
| 13    | Estónia              | 1               | 1                | 1                 | 3     |
| 14    | Lituânia             | 1               | 1                | 0                 | 2     |
| 15    | Espanha              | 1               | 0                | 1                 | 2     |
| 16    | Chéquia              | 0               | 1                | 2                 | 3     |
| 17    | Croácia              | 0               | 1                | 0                 | 1     |
| 17    | Portugal             | 0               | 1                | 0                 | 1     |
| 17    | Sérvia               | 0               | 1                | 0                 | 1     |
| 20    | Bélgica              | 0               | 0                | 1                 | 1     |
| 20    | Grécia               | 0               | 0                | 1                 | 1     |
| 20    | Israel               | 0               | 0                | 1                 | 1     |
| Total | Total                | 42              | 43               | 42                | 127   |

## Quadro de troféus
O quadro de troféus foi publicado.
| Posição | Nacionalidade | Pontos |
| ------- | ------------- | ------ |
| 1       | Rússia        | 871    |
| 2       | Itália        | 615    |
| 3       | Polónia       | 553    |
| 4       | Alemanha      | 524    |
| 5       | Reino Unido   | 512    |
| 6       | Hungria       | 504    |
| 7       | Turquia       | 449    |
| 8       | Ucrânia       | 322    |
| 9       | França        | 288    |
| 10      | Espanha       | 264    |

| Posição | Nacionalidade        | Pontos |
| ------- | -------------------- | ------ |
| 11      | Roménia              | 152    |
| 12      | Sérvia               | 134    |
| 13      | Chéquia              | 117    |
| 14      | Bulgária             | 114    |
| 15      | Bósnia e Herzegovina | 107    |
| 16      | Israel               | 106    |
| 17      | Croácia              | 102    |
| 18      | Portugal             | 101    |
| 19      | Grécia               | 92     |
| 20      | Suíça                | 91     |

Legenda
| Recorde mundial       | Recorde mundial (World record)               |                       | Recorde africano                      | Recorde africano (African) |                                           | Q | Classificado por posição (Qualified) |
| Recorde do campeonato | Recorde do campeonato (Championship record)  | Recorde da América    | Recorde da América (Americas)         | q                          | Classificado por melhor tempo (Qualified) |   |                                      |
| Melhor marca do ano   | Melhor marca do ano (World leading)          | Recorde asiático      | Recorde asiático (Asian)              | DNS                        | Não largou (Did not start)                |   |                                      |
| Recorde nacional      | Recorde nacional (National record)           | Recorde europeu       | Recorde europeu (European)            | DNF                        | Não terminou (Did not finish)             |   |                                      |
| Recorde pessoal       | Recorde pessoal do atleta (Personal best)    | Recorde da Oceania    | Recorde da Oceania (Oceania)          | DSQ / DQ                   | Desclassificado (Disqualified)            |   |                                      |
| Recorde da temporada  | Recorde da temporada do atleta (Season best) | Recorde sul-americano | Recorde sul-americano (South America) | NM                         | Sem marca (No mark)                       |   |                                      |